# Svart metallblomfluga
Svart metallblomfluga (Lejogaster metallina) är en tvåvingeart som först beskrevs av Fabricius 1777.  Svart metallblomfluga ingår i släktet metallblomflugor, och familjen blomflugor.
Artens utbredningsområde är Tyskland. Arten är reproducerande i Sverige. Inga underarter finns listade i Catalogue of Life.

## Bildgalleri

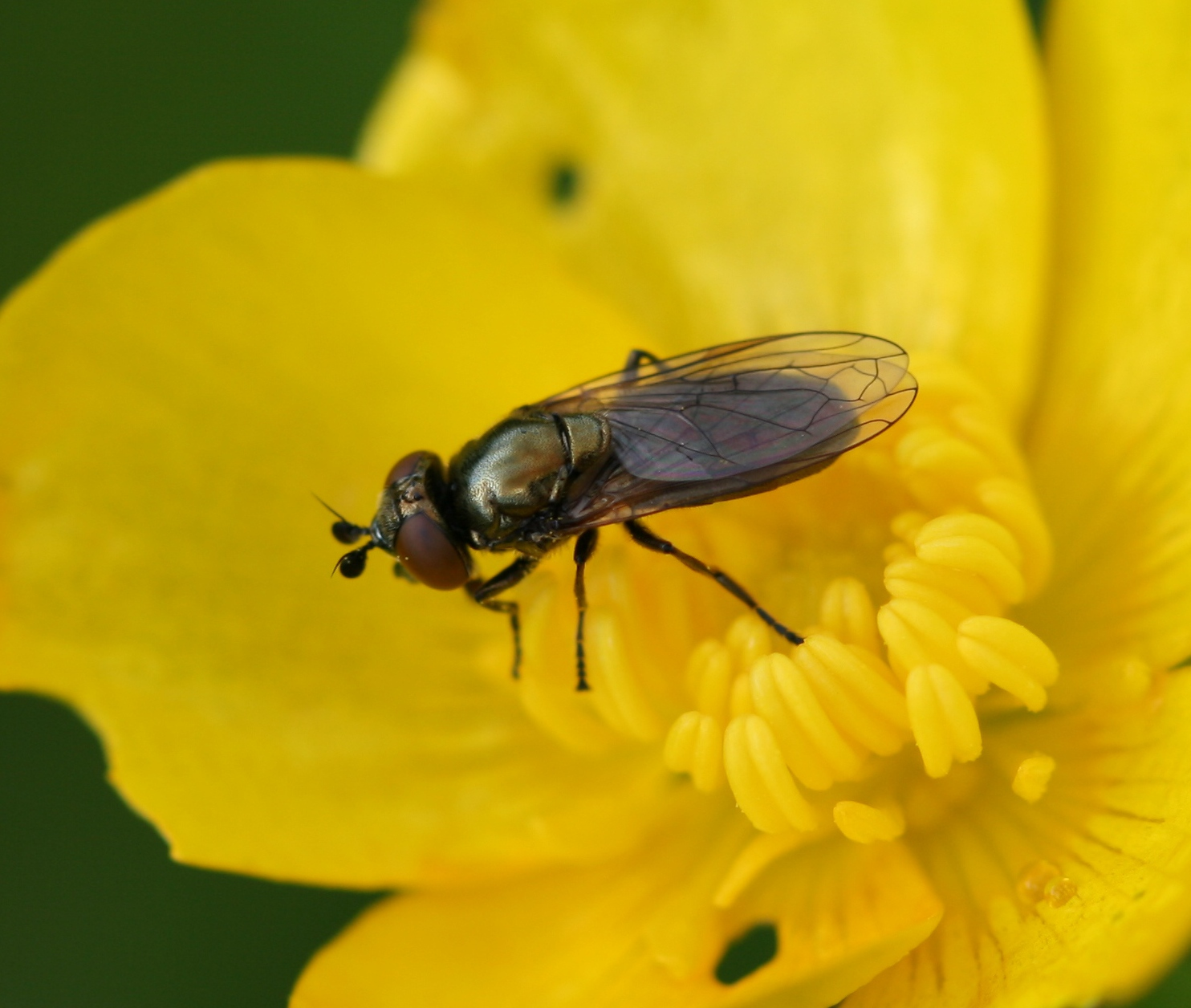
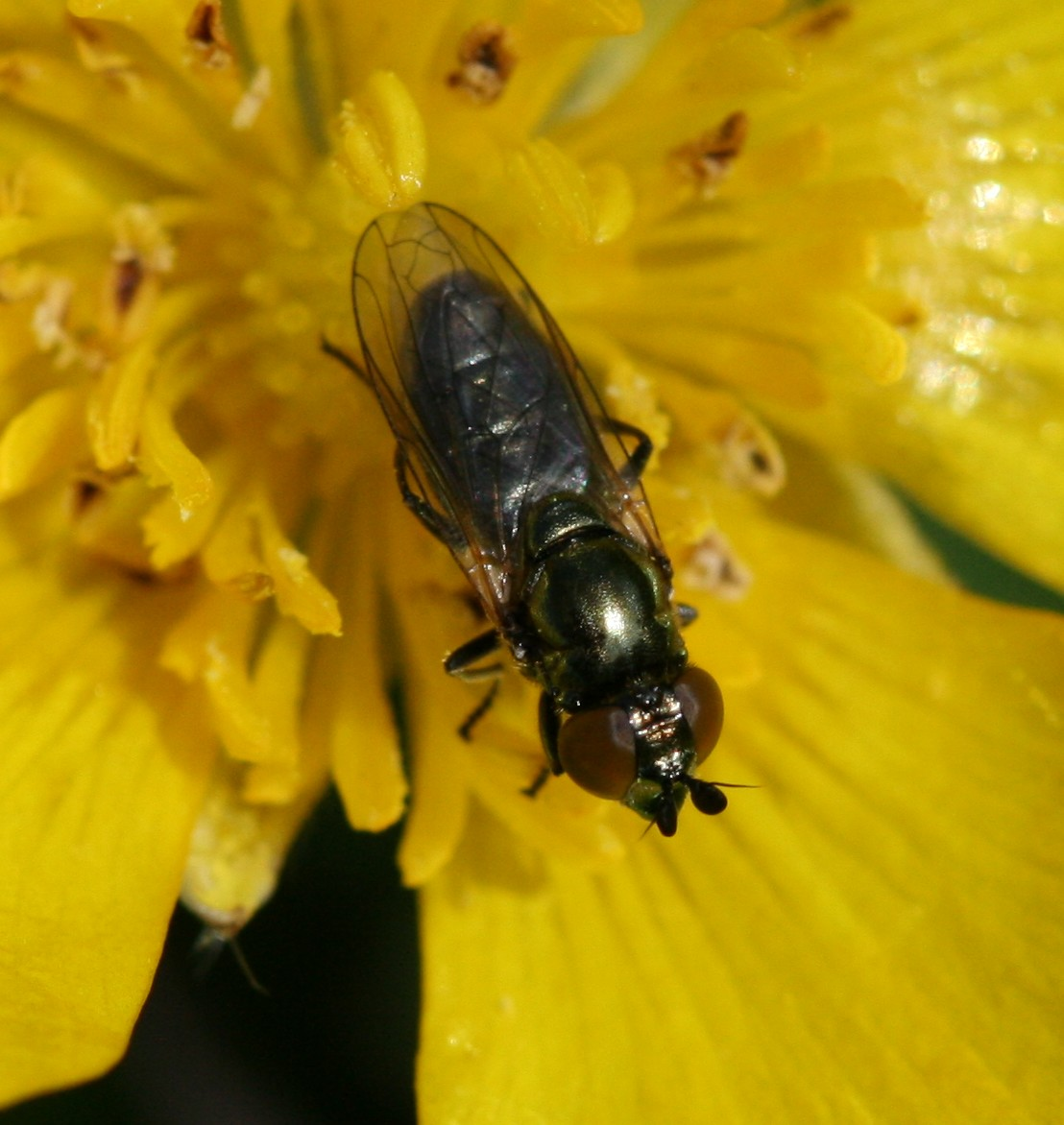